# Canarium pseudosumatranum
Canarium pseudosumatranum es una especie de planta de flores perteneciente a la familia  Burseraceae. Es endémico de Malasia. Se le trata en peligro de extinción por pérdida de hábitat. 

## Taxonomía
Canarium pseudosumatranum fue descrita por Pieter Willem Leenhouts y publicado en Blumea 8: 193. 1955.